# Kais Nashef
Kais Nashef (arab. قيس ناشف, hebr. קאיס נאשף, ur. 12 czerwca 1978 w At-Tajjibie) – izraelski aktor filmowy i telewizyjny pochodzenia palestyńskiego.

## Życiorys
Urodził się w arabskiej At-Tajjibie w Dystrykcie Centralnym. Pochodzi z palestyńsko-niemieckiej rodziny, jest muzułmaninem. Uczęszczał do prestiżowej Yoram Levinishtain Acting School w Tel Awiwie. 
Przełomem w jego karierze była główna rola palestyńskiego zamachowca-samobójcy w międzynarodowej koprodukcji Przystanek Raj (2005) w reżyserii Hany Abu-Assada. Obraz otrzymał szereg nagród filmowych, będąc m.in. palestyńskim nominowanym do Oscara dla najlepszego filmu nieanglojęzycznego. 
W 2006 aktor wystąpił we francuskim dramacie Djihad! w reżyserii Felixa Oliviera. W tym samym roku wcielił się w rolę Beniamina w amerykańskiej produkcji Narodzenie Catherine Hardwicke, opartej na Biblii i przedstawiającej narodziny Chrystusa. 
W 2008 wystąpił w amerykańskim filmie sensacyjnym W sieci kłamstw w reżyserii Ridleya Scotta. W 2013 w nagradzanych izraelskich Dużych złych wilkach zagrał mężczyznę na koniu. W tym samym roku w międzynarodowej krótkometrażowej koprodukcji Choć wiem, że rzeka wyschła wcielił się w rolę Alaa. Obraz był nominowany do Europejskiej Nagrody Filmowej – Prix UIP dla Omara Roberta Hamiltona. 
W 2018 Nashef wystąpił w komedii Tel Awiw w ogniu w reżyserii Sameha Zoabiego. Kreacja w tym filmie przyniosła mu nagrodę dla najlepszego aktora w sekcji "Horyzonty" na 75. MFF w Wenecji.